# Т-60
Т-60 — советский лёгкий танк периода Второй мировой войны. Разработан в августе 1941 года на московском заводе № 37 под руководством Николая Александровича Астрова, ведущего разработчика всей отечественной линейки лёгких танков того периода. В сентябре того же года Т-60 был принят на вооружение Рабоче-Крестьянской Красной армии и серийно выпускался на нескольких машиностроительных заводах. Производство Т-60 продолжалось до февраля 1943 года, когда он был заменён на сборочных линиях более мощным лёгким танком Т-70. Всего было выпущено 5720 лёгких танков Т-60, которые приняли активное участие в боях Великой Отечественной войны в 1941—1943 годах. Небольшое число уцелевших в боях Т-60 использовалось как танки-разведчики, тягачи, учебные машины вплоть до конца войны. В число выпущенных танков также входят и шасси, переданные под установку БМ-8-24 класса реактивных систем залпового огня. Вскоре после окончания войны Т-60 был снят с вооружения Советской Армии, до настоящего времени сохранилось шесть подобных танков в музеях России и Финляндии.

## История создания
Спустя всего три дня после начала Великой Отечественной войны, 25 июня 1941 года, московский завод № 37 получил приказ о снятии с производства лёгкого (по тогдашней классификации малого плавающего) танка Т-40 и начале переоборудования заводских производственных мощностей под выпуск лёгкого танка непосредственной поддержки пехоты Т-50. Однако для выполнения этого решения требовалась полная реконструкция завода № 37 и завода-поставщика бронекорпусов, что при сложившейся ситуации было совершенно неприемлемо. Коллектив завода № 37 с большим трудом справлялся с планами выпуска даже относительно несложного по конструкции танка Т-40, а производство Т-50 было на порядок сложнее в технологическом плане, что только усложняло поставленную задачу.
Главный конструктор завода № 37 Н. А. Астров с самого начала видел бесперспективность попыток освоения серийного выпуска Т-50 на своём предприятии. Вместо этого он и сотрудники его конструкторского бюро за две недели в конце июля 1941 года спроектировали и изготовили прототип нового лёгкого танка на базе хорошо освоенного на заводе плавающего танка Т-40. От последнего были заимствованы компоновочная схема, узлы ходовой части, трансмиссии, электрооборудование и установка вооружения. За счёт отказа от возможности движения на плаву (в начале войны Т-40 практически не применялись в таком качестве) были увеличены по толщине и установлены под более выгодными углами лобовые бронеплиты танка. Изначально вооружение оставалось прежним по сравнению с Т-40 — один 12,7-мм крупнокалиберный пулемёт ДШК и один 7,62-мм пулемёт ДТ. После согласования с представителем военной приёмки В. П. Окуневым, Н. А. Астров написал письмо на имя И. В. Сталина с информацией о новой машине и предложением о её выпуске на заводе № 37 вместо Т-50.
В дальнейшей истории создания Т-60 мнения экспертов расходятся. Существует два варианта изложения событий: один канонический, изложенный в статьях Е. И. Прочко и И. Г. Желтова с соавторами, а второй выдвинут известным российским историком М. Н. Свириным. Согласно каноническому варианту, построенный первый опытный образец нового танка под заводским обозначением 0-60 уже на следующий день был продемонстрирован народному комиссару танковой промышленности В. А. Малышеву, и он был прототипом серийных Т-60. М. Н. Свирин на основании анализа документов Народного комиссариата танковой промышленности утверждает, что обозначение «Т-60» было изначально присвоено прототипу сухопутного варианта танка Т-40 под заводским индексом 0-30, серийная версия которого сейчас известна как Т-30. Соответственно этому предположению, именно сухопутная версия Т-40 с усиленным бронированием была показана В. А. Малышеву; а та машина, которая сейчас известна как Т-60, была разработана позже. Как следствие, время от начала работ по Т-60 (вначале «сухопутный» 030 и лишь потом «пониженный корпус» 0-60) до постройки прототипа 060 было больше двух недель. Однако эти две недели, широко упоминающиеся в публикациях, имеют своим первоисточником мемуары Н. А. Астрова и вполне могут относиться к завершающей фазе разработок, когда 030 был запущен в серию и конструкторы трудились только над «пониженным корпусом». Однако, фактически, индекс Т-30 (030) был присвоен танку Т-40 без водоходного оборудования, а Т-60 (060) — танку Т-40 без ниши в корме. Именно это ввело путаницу в анализ статистических документов о производстве танка Т-60.
Если не считать этой неясности с типом показанного В. А. Малышеву опытного образца, в дальнейшем упомянутые выше авторы сходятся в описании событий. В. А. Малышев предложил перевооружить машину авиационной 20-мм автоматической пушкой ШВАК. Он организовал встречу Н. А. Астрова с конструкторами авиационного вооружения из ОКБ-15 и ОКБ-16 для проработки вопроса установки пушки ШВАК в танк. Н. А. Астров впоследствии вспоминал, что ему пришлось уговаривать конструктора авиационного вооружения Шпитального, «человека довольно вельможного», чтобы разработать танковый вариант авиапушки ШВАК. В результате совместных действий был создан танковый вариант этого орудия. Его установили на второй опытный образец танка 060, который был показан Верховному Главнокомандующему И. В. Сталину на испытаниях. В кратчайшие сроки они были завершены, и постановлением Государственного комитета обороны танк был принят на вооружение под индексом Т-60. Заводам № 37 (Свердловск), № 264 Красноармейскому судостроительному (Волгоградскому судостроительному), Горьковскому автомобильному (ГАЗ) и Харьковскому тракторному (ХТЗ) было предписано изготовить 10 000 танков типа Т-60. Для ознакомления с конструкцией танка завод № 37 выпустил предсерийные образцы Т-60 для ГАЗ и ХТЗ.
Впоследствии 20-мм пушка ещё конструктивно дорабатывалась до декабря 1941 года включительно, когда её официально приняли на вооружение под обозначением ТНШ (или ТНШ-1 — танковая Нудельмана — Шпитального).
Однако для развёртывания массового производства новых танков не было достаточного количества конструкторских чертежей и документации. Эти материалы были подготовлены в сентябре—октябре 1941 года коллективом завода № 37 уже под немецкими бомбардировками Москвы и на пороге эвакуации. Главный конструктор завода № 37 Н. А. Астров лично перегнал опытный Т-60 из Москвы в Горький (это было зачтено как ходовые испытания танка), и в середине октября туда же был доставлен комплект конструкторской и технологической документации. Конструкторы ГАЗа во главе с А. М. Кригером (также А. Я. Фрейдлин, С. А. Батанов, К. М. Чивкунов) провели большую работу по дальнейшему упрощению конструкции танка Т-60 и её адаптации к производственным возможностям ГАЗа. В ноябре 1941 года первые серийные горьковские «шестидесятки» были поставлены в войска. Именно конструкторы ГАЗа разработали эффективный предпусковый подогреватель двигателя, который стал неотъемлемой чертой всех дальнейших машин конструкции Н. А. Астрова. Сам главный конструктор с октября 1941 года работал над дальнейшим усовершенствованием боевых возможностей лёгкого танка. Эти работы в декабре 1941 года завершились созданием лёгкого танка Т-70, который использовал достаточно много узлов и агрегатов от только что освоенной в производстве «шестидесятки».
С запуском в серию дальнейшее развитие Т-60 было продолжено, поскольку его бронирование и вооружение уже не отвечали требованиям времени. Толщину брони лобовых плит с наименьшими углами наклона и передних скуловых граней башни, наиболее подверженных вражескому огню, увеличили с 25 до 35 мм. По предложению НИИ-48, на лобовой части корпуса и башни Т-60 позднего выпуска стали устанавливаться броневые экраны толщиной 10 мм. Экранировка выполнялась таким образом, чтобы между экраном и бронекорпусом существовал воздушный промежуток, то есть Т-60 становился танком с разнесённым бронированием. Такая конфигурация защитных элементов позволяла более эффективно противостоять бронебойным снарядам — экран разрушал наконечник снаряда и уменьшал его нормализацию, а основная броня задерживала снаряд или его осколки. Это усовершенствование было с удовлетворением встречено в войсках на фронте. С вооружением дела обстояли не так успешно — на опытных танках Т-60 испытывались различные более мощные орудия по сравнению со штатной ТНШ, но ни одно из них не было принято к серийному выпуску. После появления нового лёгкого танка Т-70 эти работы продолжились уже применительно к нему, а акценты в усовершенствовании Т-60 сместились в сторону создания на его базе самоходных артиллерийских и зенитных установок.

## Производство

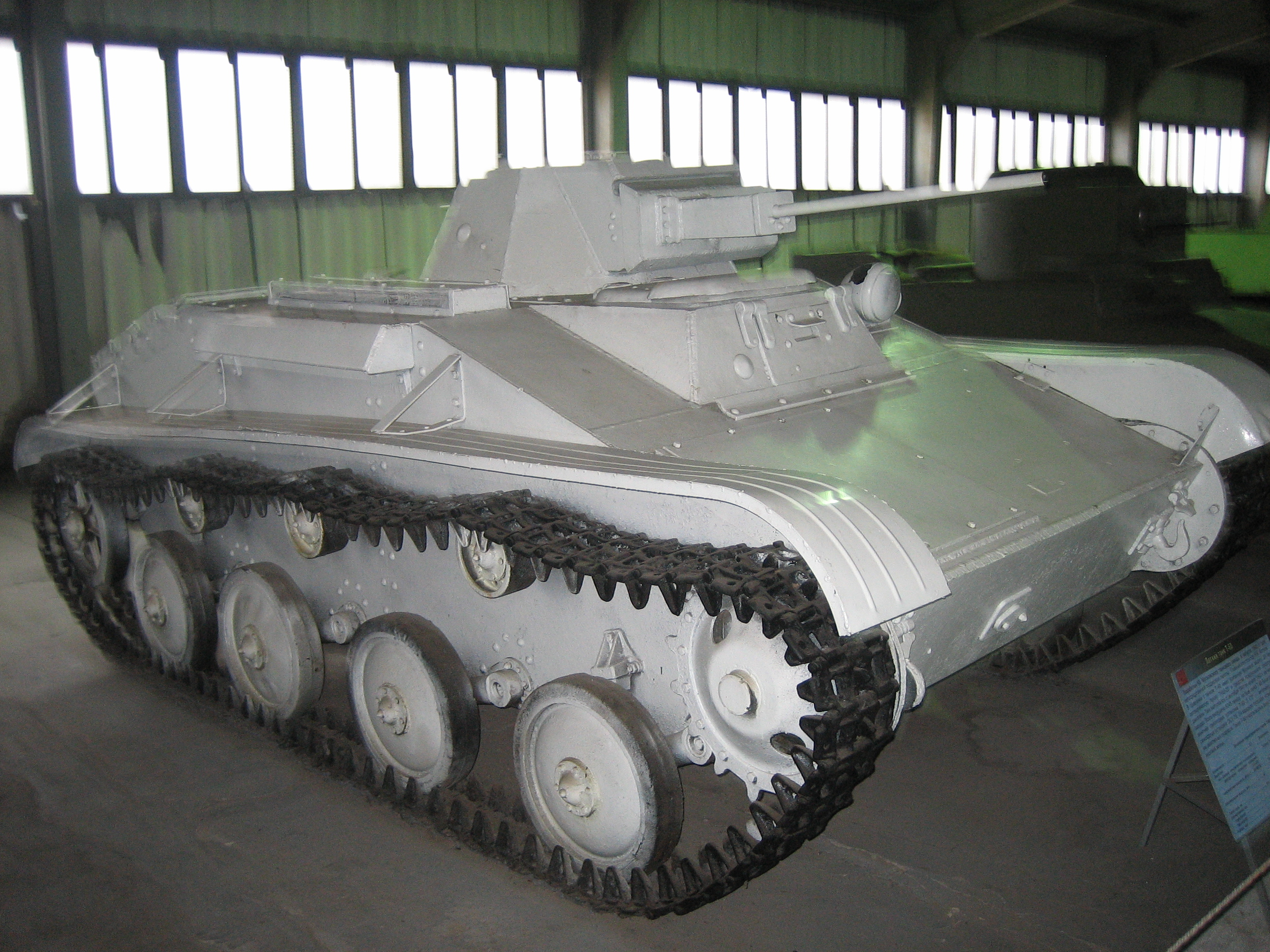
Лёгкий танк Т-60 в Музее бронетанковой техники в Кубинке

После разработки лёгкого танка Т-60 московский завод № 37 продолжал выпускать танки Т-30 вплоть до ноября 1941 года, когда началась его эвакуация в Свердловск. Долгое время считалось, что бронекорпуса Т-60 для завода № 37 в Москве производил Коломенский машиностроительный завод имени Куйбышева. Однако, согласно исследованиям Юрия Пашолока, на самом деле Коломенский завод получил задание на изготовление корпусов и башен танка Т-30 (030) 17 июля 1941 года. До эвакуации танками 060 завод не занимался, а путаницу в историю с Т-60 на Коломенском заводе внесло то, что в заводской документации танки 030 значились либо как Т-60, либо Т-40 неплавающий".). В октябре 1941 года его цеха, занимавшиеся выпуском бронекорпусов для Т-60, были эвакуированы в Киров на площадку Кировского машиностроительного завода Народного комиссариата путей сообщения имени 1 Мая. На базе этих двух предприятий был создан новый завод № 38, который, как считается, в январе 1942 года построил свои первые танки Т-60 по чертежам завода № 37. (Согласно упомянутым выше исследованиям, это также ошибка. Танковое производство в Кирове началось с использования задела Т-30. В январе был собран лишь один Т-60. Красноармейский судостроительный завод (№ 264) г. Сталинграда также наладил выпуск лёгких танков Т-60. Самое большое количество лёгких танков Т-60 в 1941—1942 гг. построил ГАЗ. В качестве смежников в технологическом процессе изготовления бронекорпусов и башен Т-60 участвовали Подольский и Ижорский заводы (для московского завода № 37), Кулебакский металлургический завод (для ГАЗа), Новокраматорский машиностроительный, Ворошиловградский паровозостроительный и Мариупольский металлургический имени Ильича (для ХТЗ). 20-мм пушки поступали с Ковровского завода № 2, Тульского оружейного завода № 535, Медногорского завода № 314 и Куйбышевского завода № 525. Траки изготавливались на Сталинградском тракторном заводе имени Дзержинского.
В январе 1942 года на вооружение РККА был принят лёгкий танк Т-70, и начиная с марта того же года начался постепенный переход всех заводов (кроме № 264, который оказался в зоне боевых действий), выпускающих лёгкие танки, на производство «семидесятки».
|       | Производитель      | январь | февраль | март    | апрель  | май     | июнь  | июль  | август | сентябрь | октябрь | ноябрь | декабрь | Всего |
| ----- | ------------------ | ------ | ------- | ------- | ------- | ------- | ----- | ----- | ------ | -------- | ------- | ------ | ------- | ----- |
| 1941  |                    |        |         |         |         |         |       |       |        |          |         |        |         |       |
| Т-60  | ГАЗ (Горький)      |        |         |         |         |         |       |       |        | 3        | 195     | 436    | 543     | 1177  |
| М-8   | ГАЗ (Горький)      |        |         |         |         |         |       |       |        |          | 20      | 35     | 82      | 137   |
| Т-60  | ХТЗ (Харьков)      |        |         |         |         |         |       |       |        | 7        |         |        |         | 7     |
| Т-60  | № 264 (Сталинград) |        |         |         |         |         |       |       |        |          |         |        | 45      | 45    |
| Всего | Всего              |        |         |         |         |         |       |       |        | 10       | 215     | 471    | 670     | 1366  |
| 1942  |                    |        |         |         |         |         |       |       |        |          |         |        |         |       |
| Т-60  | ГАЗ (Горький)      | 635    | 493     | 300     | 110     |         |       |       |        |          |         |        |         | 1538  |
| М-8   | ГАЗ (Горький)      | 35     | 32      | 20      | 14      |         |       |       |        |          |         |        |         | 101   |
| Т-60  | № 37 (Свердловск)  |        | 67      | 165     | 190     | 280     | 109*  | 37**  | 55     | 50***    |         |        | 25      | 978   |
| Т-60  | № 38 (Киров)       | 1      | 66****  | 150**** | 150**** | 108**** | 2**** |       |        |          |         |        |         | 477   |
| М-8   | № 38 (Киров)       |        |         |         |         |         | 10    |       |        |          |         |        |         | 10    |
| Т-60  | № 264 (Сталинград) | 101    | 67      | 80      | 255     | 275     | 311   | 51    |        |          |         |        |         | 1140  |
| Всего | Всего              | 772    | 725     | 715     | 719     | 655     | 440   | 88    | 55     | 50       |         |        | 25      | 4244  |
| 1943  |                    |        |         |         |         |         |       |       |        |          |         |        |         |       |
| Т-60  | № 37 (Свердловск)  | 11     | 44      |         |         |         |       |       |        |          |         |        |         | 55    |
| Итого | Итого              | Итого  | Итого   | Итого   | Итого   | Итого   | Итого | Итого | Итого  | Итого    | Итого   | Итого  | Итого   | 5665  |

*Сдан 321 танк, из них 212 условно, сдача которых продолжалась по февраль 1943 года.
**Сдано 10 танков, остальные — доделка июньского выпуска.
***Указаны сданными в сентябре, фактически передавались в войска по октябрь.
****Предположительно; учитывались вместе с Т-30.
Примечания: в некоторых источниках указывается о выпуске в 1941 году на ГАЗ 1323 танков. Однако в это число засчитаны ноябрьские 9 «Т-30 прибыли из Москвы без баш. для восстановл.» Имеются ввиду шасси, ранее предназначавшиеся под установку М-8. Так же фигурирует цифра о производстве в 1942 году 1141 танка на з-де № 264, но есть сведения, что один не сданный военной приемке Т-60 был обнаружен под завалами в ходе восстановления завода. Таким образом можно говорить о 5666 Т-60, собранных на пяти заводах, что вместе с 250 Т-30 заводов № 37 и 38, из-за индекса Т-60 («Т-40 без плава») ошибочно засчитанных как Т-60, дают те самые «около 6000» танков данного типа.

## Описание конструкции

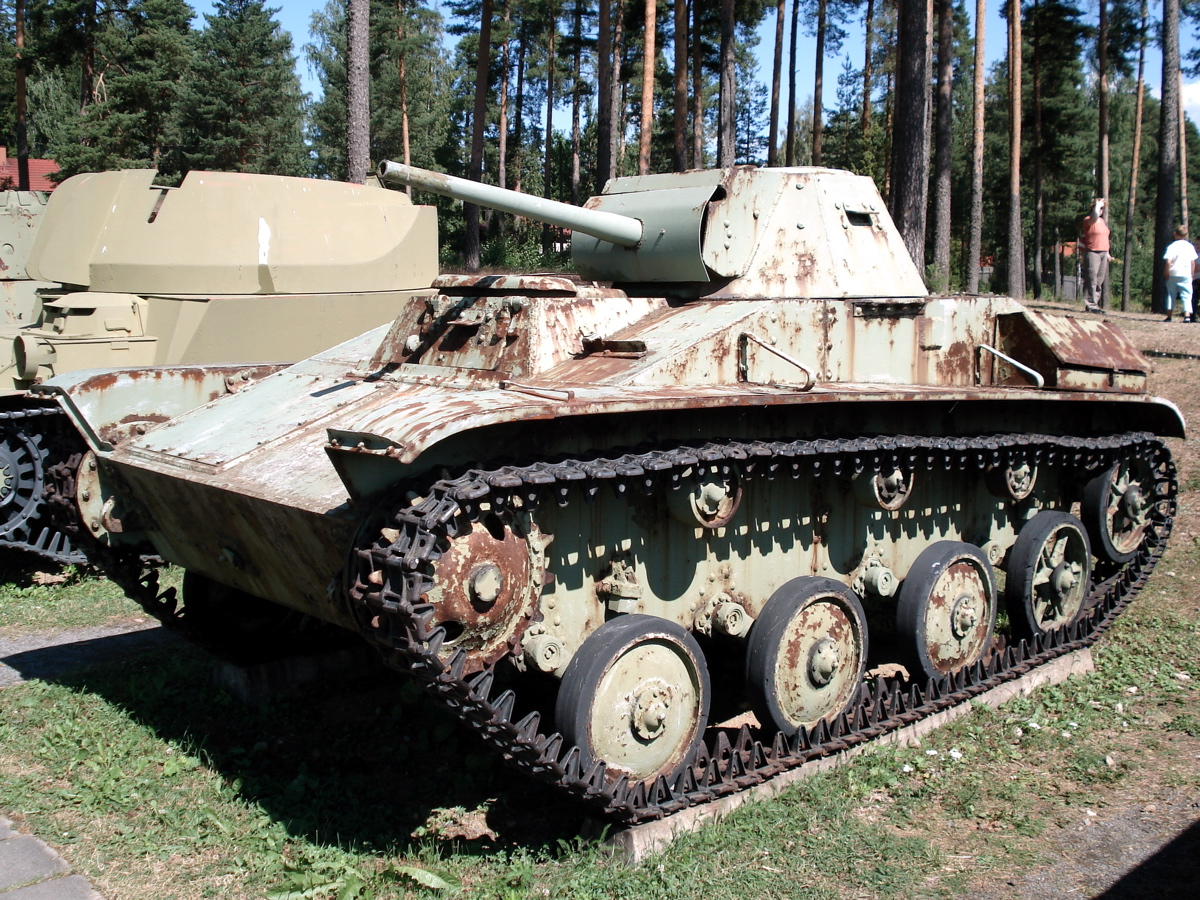
Лёгкий танк Т-60 в Музее бронетанковой техники в Парола, Финляндия

Т-60 имел типичную компоновочную схему для советских лёгких танков того времени. Танк имел пять отделений, перечисленных ниже в порядке от лобовой части машины к корме:
- трансмиссионное отделение;
- отделение управления;
- моторное отделение по правому борту середины корпуса;
- боевое отделение по левому борту середины корпуса и в башне;
- кормовое отделение, где располагались топливные баки и радиатор двигателя.

Эта компоновочная схема определяла в целом набор преимуществ и недостатков танка в рамках машин своего класса. В частности, переднее расположение трансмиссионного отделения, то есть ведущих колёс, приводило к повышенной их уязвимости, так как именно передняя оконечность танка в наибольшей степени подвержена вражескому обстрелу. С другой стороны, в отличие от советских средних и тяжёлых танков, у Т-60 топливные баки находились вне боевого отделения в изолированном броневой переборкой отсеке, что повышало выживаемость экипажа при поражении танка. К другим преимуществам выбранной для Т-60 компоновки можно отнести небольшую высоту и общую массу танка по сравнению с другими машинами иных компоновочных схем. Как следствие, возрастали динамические характеристики танка, и для него не требовался мощный специализированный двигатель. Экипаж танка состоял из двух человек — механика-водителя и командира машины.

### Броневой корпус и башня

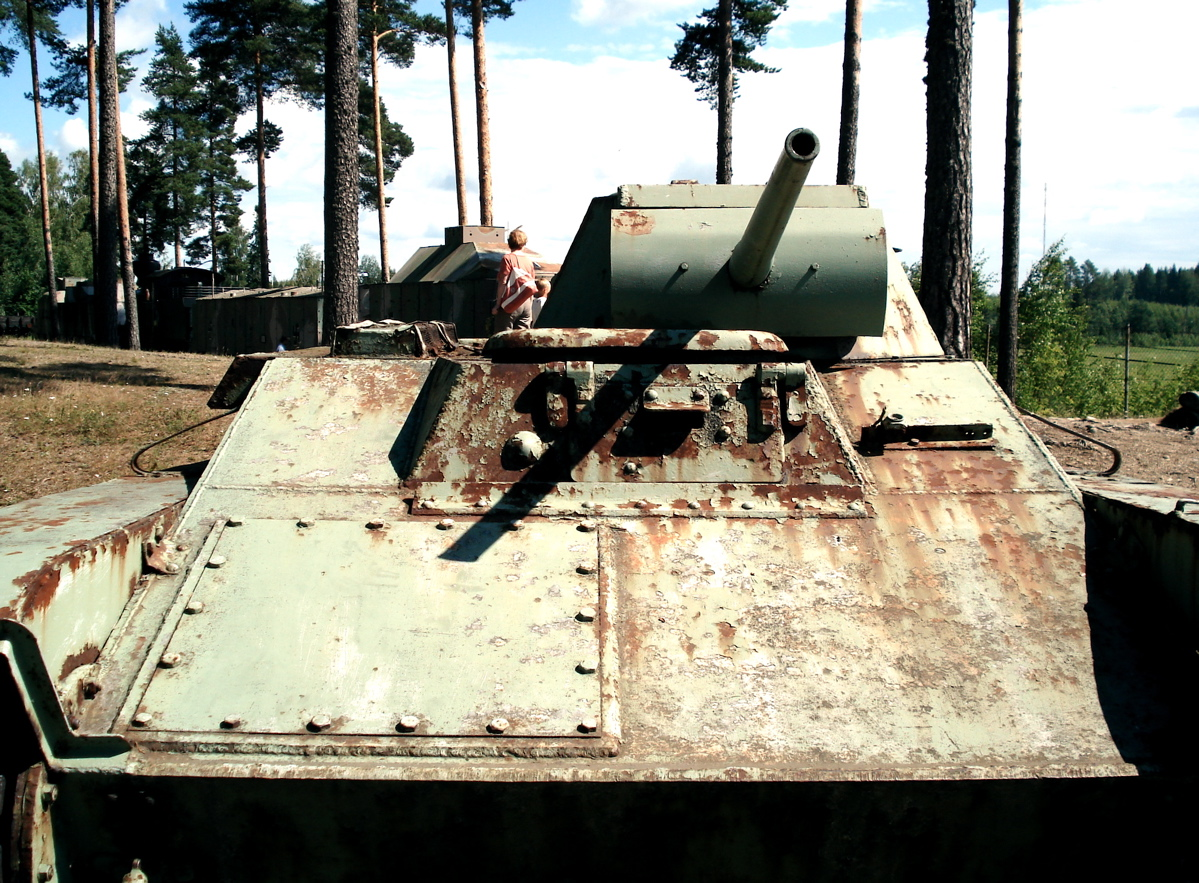
Лёгкий танк Т-60 в Музее бронетанковой техники в Парола, Финляндия. Вид спереди

Броневой корпус танка конструкции инженера А. В. Богачева сваривался из катаных броневых плит толщиной от 10 до 35 мм. Машины позднего выпуска защищались более толстой бронёй по сравнению с ранними серийными образцами Т-60. Броневая защита дифференцированная, противопульная. Лобовые и кормовые бронеплиты имели рациональные углы наклона, борта вертикальные. Ряд бронеплит корпуса (надмоторный, подбашенный и кормовой листы) выполнялся съёмным для удобства обслуживания и замены различных узлов и агрегатов танка. Механик-водитель располагался по центру в передней части бронекорпуса танка. Для повышения удобства его работы на лобовой части корпуса устанавливалась бронерубка с откидным щитком. В боевой обстановке щиток опускался, а механик-водитель вёл наблюдение через смотровой прибор в этом щитке, который также защищался броневой заслонкой. На крыше рубки располагался откидной люк для посадки-высадки механика-водителя. Корпус также имел днищевой люк для аварийного покидания экипажем танка и ряд воздухопритоков, люков, лючков и технологических отверстий для вентиляции обитаемых помещений танка, слива топлива и масла, доступа к горловинам топливных баков, другим узлам и агрегатам машины. Ряд этих отверстий защищался броневыми крышками, заслонками и кожухами. Для обеспечения водонепроницаемости корпуса лючки устанавливались на резиновые прокладки, а отверстия под болтовые соединения деталей с корпусом уплотнялись паклей.

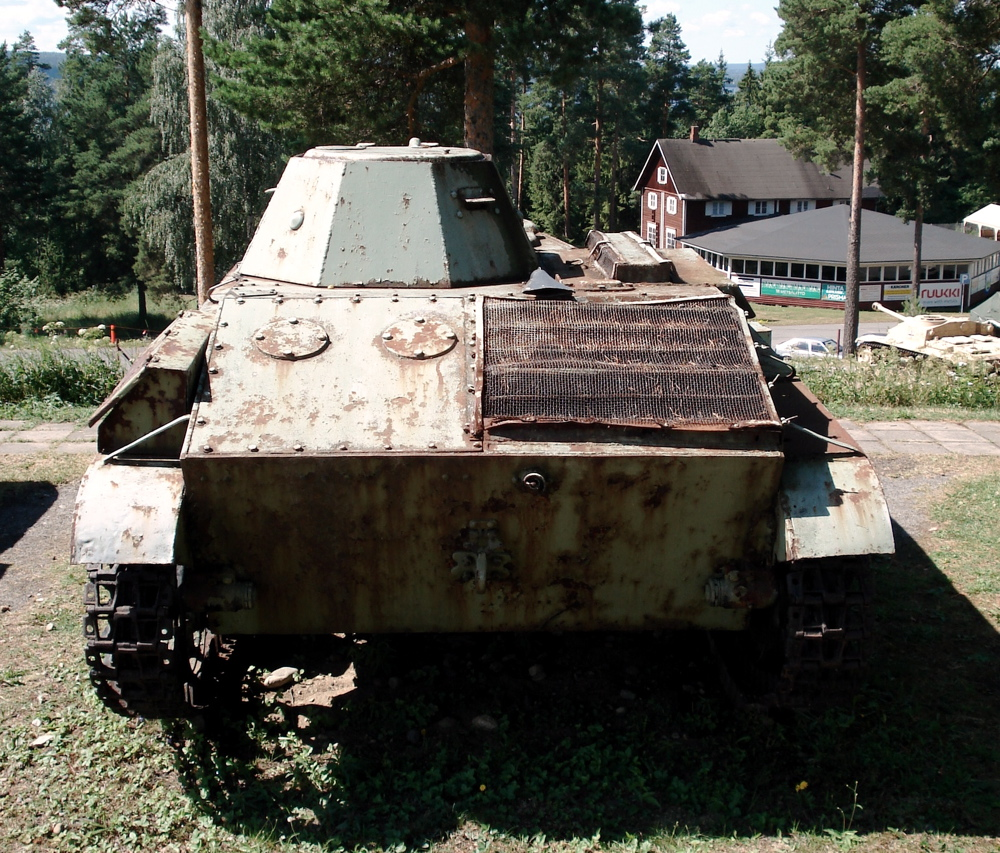
Лёгкий танк Т-60 в Музее бронетанковой техники в Парола, Финляндия. Вид сзади

Коническая восьмигранная сварная башня конструкции инженера Ю. П. Юдовича имела борта толщиной 25 мм, которые располагались под углом 25° к вертикали для повышения стойкости. У поздних машин толщину передних скуловых листов башни увеличили до 35 мм. Лобовая часть башни имела нишу прямоугольного сечения для установки вооружения и защищающей его бронемаски. Ось вращения башни не совпадала с плоскостью продольной симметрии машины вследствие установки мотора по правому борту танка и была смещена от этой плоскости влево на 285 мм. Конструктору удалось добиться весьма небольшой общей высоты башни — всего 375 мм. Также для Т-60 планировался выпуск круглых конических башен, причём не только сварной конструкции, но дополнительно литых и штампованных. Однако эти планы не были реализованы на практике, единственным выпускавшимся вариантом была сварная восьмигранная башня. В первых образцах для посадки-высадки командира машины на крышке башни располагался восьмигранный откидной люк, позже были заменены на полукруглые . В свою очередь, в люке был небольшой лючок для флажковой внешней сигнализации. Башня устанавливалась на шариковой опоре и фиксировалась захватами во избежание сваливания при сильном крене или опрокидывании танка.

### Вооружение
Основным вооружением Т-60 являлась нарезная автоматическая пушка ТНШ (ТНШ-1) калибра 20 мм. Орудие монтировалось на цапфах в башне, помимо маски его ствол дополнительно защищался броневым кожухом. Пушка ТНШ имела длину ствола 82,4 калибра, высота линии огня составляла 1480 мм, максимальная дальность стрельбы прямой наводкой достигала 2 км. С орудием был спарен 7,62-мм пулемёт ДТ, расположенный в единой установке с пушкой ТНШ. Для удобства использования спаренной установки пушка смещалась вправо от плоскости симметрии башни, пулемёт располагался слева. Спаренная установка имела вертикальные углы наводки от −7° до +25° и круговой сектор обстрела по горизонтали. Горизонтальный привод наведения шестерёнчатого типа башни располагался справа от спаренной установки, для быстрого поворота башни силами командира танка он мог быть отключён. Вертикальный механизм наведения винтового типа располагался слева от спаренной установки. Эти механизмы и приводы спусков пушки и пулемёта были заимствованы из конструкции более раннего серийного лёгкого танка Т-40. Пулемёт ДТ мог легко сниматься со спаренной установки и использоваться вне танка. В принципе то же самое можно было сделать и с пушкой ТНШ, только лёгкостью и быстротой исполнения эта операция уже не отличалась.
Боекомплект орудия составлял 750 выстрелов унитарного заряжания. Для автоматического питания пушки снаряды размещались в ленту с 58 выстрелами и 58 разъёмными звеньями. Эта лента укладывалась в коробку, которая устанавливалась на кронштейне под пушкой. Ещё 12 коробок находились на стеллажах внутри боевого отделения танка. При ведении огня стреляные гильзы выбрасывались наружу из танка, а отработанные звенья ленты по направляющей опускались на днище танка. По выходе из канала ствола при стрельбе снаряд имел скорость 815 м/с. В состав боекомплекта на 1942 год входили:
- унитарный выстрел с бронебойно-зажигательным снарядом (без взрывателя, снабжен баллистическим наконечником, зажигательный состав расположен вокруг бронебойного сердечника);
- унитарный выстрел с осколочным снарядом и взрывателем мгновенного действия МГ-201 (вес снаряда — 91 грамм, патрона — 185,5 г., заряд — 19,2 г. тротила);
- унитарный выстрел с подкалиберным бронебойно-зажигательным снарядом (сердечник из карбида вольфрама) — с 1942 года.[14]

О пробиваемости пушки ТНШ имеются противоречивые данные. По одним, бронебойно-зажигательный снаряд с сердечником из карбида вольфрама по нормали пробивал на расстоянии 500 м бронеплиту толщиной 35 мм. По другим, на дистанции 100 м снаряд БЗТ-20 пробивал под углом 30 градусов 18-мм бронеплиту, причём это было начальное, а не гарантированное пробитие. Также отмечается очень невысокое заброневое действие малокалиберных бронебойных снарядов — чаще всего немецкий танк или БТР, поражённый очередью из ТНШ, не выводился из строя. Кроме того, существуют сомнения в снабжении боекомплектом танков Т-60 подкалиберными бронебойно-зажигательными снарядами. Косвенно это подтверждается фронтовой памяткой танкистам, где дословно сказано следующее: «20-мм танковые пушки бронебойным снарядом пробивают броню в уязвимых местах на дистанциях до 200 м».
Небольшая мощь осколочных снарядов в некоторой степени компенсировалась автоматическим огнём пушки, позволяющим дать по цели несколько выстрелов за время, требуемое для перезаряжания иного орудия неавтоматического типа.
Спаренный пулемёт ДТ имел боекомплект в 945 патронов (15 дисков).

### Двигатель
Т-60 оснащался четырёхтактным рядным шестицилиндровым карбюраторным двигателем жидкостного охлаждения ГАЗ-202. ГАЗ-202 был дефорсированной до 70 л. с. (51,5 кВт) танковой версией автомобильного двигателя ГАЗ-11 мощностью 85 л. с. Уменьшение мощности преследовало цель увеличения надёжности работы и повышения ресурса мотора. Двигатель в ряде случаев оснащался регуляторами числа оборотов; в этом случае штатный карбюратор МКЗ-6Г заменялся карбюратором М-1. В связи с нехваткой штатных двигателей ГАЗ-202 (проблемы кооперации между смежниками, отсутствие нужных материалов, бомбовые удары по цехам ГАЗа) некоторые Т-60 оснащались другими моделями двигателей производства ГАЗ (например, ГАЗ-М-1) или «Форд» мощностью 65 или 90 л. с. (48 или 66 кВт). Некоторые источники утверждают об установке в Т-60 маломощных двигателей ГАЗ-АА или ГАЗ-ММ мощностью 40 или 50 л. с. Этот аспект составляет пока неясное место в истории Т-60; по результатам обсуждения на Военно-историческом форуме было найдено упоминание о трёх Т-60 с двигателями мощностью 40 л. с., поставленных в одну из учебных частей. Однако ввиду того, что, по мемуарам Н. А. Астрова, в 1941—1942 гг. «ставили что было, если не было положенного по штату», и такого рода подстановки не до конца отражены в документах (хотя это как минимум должно было фиксироваться военной приёмкой), вопрос о числе таких Т-60 остаётся открытым. Пуск двигателя производился в основном вручную, с помощью заводной рукоятки. Использование стартера СЛ-40 мощностью 0,8 л. с. (0,6 кВт) дозволялось только в бою и для заранее прогретого двигателя.
Для последней цели впервые для советских серийных танков Т-60 оснащался предпусковым подогревателем двигателя для его эксплуатации в зимних условиях. Этот узел был разработан И. Г. Альперовичем и Б. Я. Гинзбургом. Между бортом танка и двигателем устанавливался цилиндрический котёл, за счёт термосифонной циркуляции антифриза в котором осуществлялся подогрев. Котёл разогревался наружной бензиновой паяльной лампой. После прохождения котла тёплый воздух подавался на обдув картера двигателя.
Два топливных бака объёмом 320 л располагались в кормовом отделении. Запаса топлива хватало на 450 км хода по шоссе, поздние танки с усиленным бронированием имели несколько меньший запас хода — 410 км.

### Трансмиссия
Танк Т-60 оснащался механической трансмиссией, в состав которой входили:
- однодисковый главный фрикцион сухого трения «стали по феродо», устанавливавшийся на маховике двигателя;
- четырёхступенчатая коробка передач с демультипликатором (4 передачи вперёд и 1 назад), заимствована от опытного (в то время) грузовика ГАЗ-51;
- карданный вал;
- коническая главная передача;
- два многодисковых бортовых фрикциона с сухим трением «сталь по стали» и ленточными тормозами с накладками из феродо;
- два простых однорядных бортовых редуктора.

Все приводы управления трансмиссией — механические, механик-водитель управлял поворотом и торможением танка двумя рычагами по обе стороны своего рабочего места.

### Ходовая часть
Ходовая часть танка Т-60 в известной степени была унаследована от его предшественника Т-40. Подвеска машины — индивидуальная торсионная без амортизаторов для каждого из 4 односкатных опорных катков малого диаметра (550 мм) с резиновыми бандажами по каждому борту. В зависимости от завода-изготовителя опорные катки выполнялись либо литыми спицованными, либо сплошными штампованными. Напротив крайних узлов подвески к бронекорпусу приваривались ограничители хода балансиров подвески с резиновыми буферами для смягчения ударов. Ведущие колёса цевочного зацепления со съёмными зубчатыми венцами располагались спереди, а ленивцы с механизмом натяжения гусеницы — сзади. У первых машин ленивцы были меньше по диаметру (460 мм), чем опорные катки; впоследствии была проведена унификация этих деталей. Верхняя ветвь гусеницы поддерживалась тремя малыми поддерживающими катками по каждому борту. К корпусу танка приклёпывались отбойники для предотвращения заклинивания гусеницы при движении танка со значительным креном на один из бортов. Гусеница мелкозвенчатая, ширина двухгребневого трака составляет 260 мм.

### Электрооборудование
Электропроводка в танке Т-60 была однопроводной, вторым проводом служил бронекорпус машины. Источниками электроэнергии (рабочее напряжение 6 В) были генератор Г-41 с реле-регулятором РРА-364 мощностью 0,2 кВт и аккумуляторная батарея марки 3-СТЭ-112 ёмкостью 112 А·ч. В танке имелась и вторая аккумуляторная батарея той же марки. На линейных машинах она была запасной, а на командирских, оснащённых радиостанцией 71-ТК-3, она включалась в сеть для обеспечения работы радиостанции. Потребители электроэнергии включали в себя:
- наружное и внутреннее освещение машины, прибор подсветки прицельных шкал;
- наружный звуковой сигнал СЕ-4714;
- средства связи — радиостанция и танковое переговорное устройство (или одностороннее трёхцветное светосигнальное устройство от командира к механику-водителю);
- электрика моторной группы — стартер СЛ-40, катушка зажигания КЗ-11, распределитель Р-12, свечи У12-10 и выключатель 69-К.[5][12]

### Прицелы и приборы наблюдения
Спаренная установка пушки ТНШ и пулемёта ДТ оснащалась основным прицелом ТМФП, при повреждении основного прицела после его снятия автоматически взводилась мушка резервного механического прицела. Рабочие места водителя и командира Т-60 также имели несколько смотровых приборов (один в щитке у водителя, два у командира) для наблюдения за окружающей обстановкой вне танка. Обзорность из машины расценивалась как вполне удовлетворительная.

### Средства связи
На линейных танках средством внутренней односторонней связи от командира к механику-водителю служило трёхцветное светосигнальное устройство, средств внешней связи за исключением флажков не предусматривалось. На командирских танках устанавливались радиостанция 71-ТК-3 и внутреннее переговорное устройство ТПУ-2 на 2 абонента.
Радиостанция 71-ТК-3 представляла собой комплект из передатчика, приёмника и умформеров (одноякорных мотор-генераторов) для их питания, подсоединяемых к бортовой электросети напряжением 6 В. С технической точки зрения она являлась дуплексной ламповой коротковолновой гетеродинной радиостанцией, работающей в диапазоне частот от 4 до 5,625 МГц (соответственно длины волн от 53,3 до 75 м) выходной мощностью 20 Вт. На стоянке дальность связи в телефонном (голосовом, амплитудная модуляция несущей) режиме при отсутствии помех достигала 16 км, в движении она несколько уменьшалась. Бо́льшую дальность связи можно было получить в телеграфном режиме, когда информация передавалась телеграфным ключом азбукой Морзе или иной дискретной системой кодирования.
Танковое переговорное устройство ТПУ-2 устанавливалось на радийные танки и позволяло вести переговоры между двумя членами экипажа танка, однако в сильно зашумленной обстановке речь становилась не слышна и команды приходилось дублировать условными сигналами. ТПУ модификаций с индексом «Р» позволяли подключать шлемофонную гарнитуру (головные телефоны и ларингофоны) к радиостанции для внешней связи.

## Модификации

### Серийные
Официально танк Т-60 не имел модификаций, однако выпущенные машины можно разделить на несколько вариантов, которые весьма заметно отличались по своим тактико-техническим характеристикам вследствие варьирующейся общей массы танка, которая сказывалась на прочих показателях (удельные мощность и давление на грунт, запас хода и т. п.):
- Т-60 ранних серий с максимальной толщиной лобовой брони 25 мм, ленивец не идентичен опорным каткам, броня катаная цементированная.
- Т-60 основного выпуска с максимальной толщиной лобовой брони 35 мм, ленивец и опорные катки унифицированы, броня катаная гомогенная высокой твёрдости.
- Экранированные Т-60 с массой до 6,5 т.

### Опытные
Недостаточность вооружения танка Т-60 активно стимулировала работы по его перевооружению на более мощную артсистему. Также рассматривался вариант танка, более подходящий под узлы и агрегаты производства завода ЗИС вместо аналогов производства ГАЗ. Было испытано несколько опытных вариантов Т-60:
- Т-60-1 был разработан осенью 1942 года в конструкторском бюро Московского автозавода имени Сталина под руководством Б. М. Фиттермана и А. М. Авенариуса. Эта машина полностью повторяла компоновочную схему Т-60, но была больше по габаритам из-за установки более мощного (88 л. с. / 65 кВт), тяжёлого и громоздкого автобусного двигателя ЗИС-16. По вооружению Т-60-1 был аналогичен Т-60, но более мощная силовая установка позволила усилить бронирование. На вооружение и в серийное производство Т-60-1 не принимался.
- Т-60 с 37-мм пушкой ЗИС-19 был разработан в конструкторском бюро завода № 37 в начале 1942 года. Пушка ЗИС-19 была создана в марте под руководством В. Г. Грабина на заводе № 92 в Горьком. Новую артсистему смонтировали на шасси Т-60 в новой башне улучшенной формы с командирской башенкой. 37-мм пушка ЗИС-19 имела баллистику 37-мм автоматической зенитной пушки обр. 1939 г. (61-К) и по своей бронепробиваемости не уступала 45-мм танковой пушке 20-К. Также она была более простой по конструкции и более технологичной в производстве, чем 45-мм пушка 20-К. Однако установка более тяжёлой башни с новым орудием ухудшила запас хода танка до 390 км и, что было более существенно, 37-мм пушка ЗИС-19 быстро теряла свои качества из-за сильного разгара ствола. К этому добавились проблемы со снятием с производства выстрелов для 37-мм противотанковой пушки обр. 1930 г. (1-К) и нехватка выстрелов для зенитки 61-К. В результате танк Т-60 с 37-мм пушкой на вооружение РККА и в серийное производство не принимался.
- Т-60-2 был разработан весной 1942 года в конструкторском бюро завода № 37 под руководством Н. А. Попова. На стандартное шасси танка Т-60 установили новую башню с 45-мм пушкой ЗИС-19БМ конструкции В. Г. Грабина производства завода № 92. Новое орудие показало неплохие результаты по бронебойному действию и скорострельности, но из-за возросшей массы танка запас хода снизился до 330 км. В связи с принятием на вооружение лёгкого танка Т-70 работы по Т-60-2 были прекращены.
- Т-60-З был разработан во второй половине 1942 года в конструкторском бюро завода № 37 под руководством Н. А. Попова. На стандартное шасси танка Т-60 установили модифицированную штатную башню с двумя крупнокалиберными пулемётами ДШК без крыши. Пулемёты имели большой угол возвышения и оснащались зенитным коллиматорным прицелом, что позволяло использовать танк для защиты частей на марше и в бою от атак с воздуха. Однако из-за неправильной установки зенитного прицела и крайне низкой эргономичности боевого места стрелка танк Т-60-З даже не был допущен к испытаниям.
- Т-45 — опытная машина на основе Т-60 с более сильным бронированием и другой башней, также одноместной с 45-мм пушкой.[21]

Также рассматривалась возможность замены на серийных Т-60 20-мм пушки ТНШ-1 на её усовершенствованный вариант ТНШ-2 того же калибра. Последняя оказалась ненадёжной и на вооружение не принималась.

### Машины на базе Т-60
Танк Т-60 послужил базой для самоходно-артиллерийских установок ОСУ-76 и БМ-8-24. Первая представляла собой полуоткрытую установку 76-мм дивизионной пушки ЗИС-3 на шасси Т-60. Установка на вооружение и в серийное производство не принималась вследствие наличия достаточного количества более удобных для экипажа и более удачных по конструкции СУ-76. БМ-8-24 представляла собой реактивную систему залпового огня, полученную комбинацией ранее разработанной для танковой базы Т-40 артиллерийской части и шасси Т-60 (так как Т-40 был снят с производства, а РСЗО на его базе хорошо себя зарекомендовали в боях). Артиллерийская часть БМ-8-24 состояла из 12 направляющих типа «балка», на которые сверху и снизу заряжались 24 82-мм реактивных снаряда М-8. Устройство управления огнём позволяло вести стрельбу залпом или с различным темпом выпускаемых снарядов.
Также небольшой серией в Румынии выпустили САУ TACAM, вооружённую трофейной 76-мм пушкой Ф-22 на базе трофейных же Т-60.

### «Крылья танка»

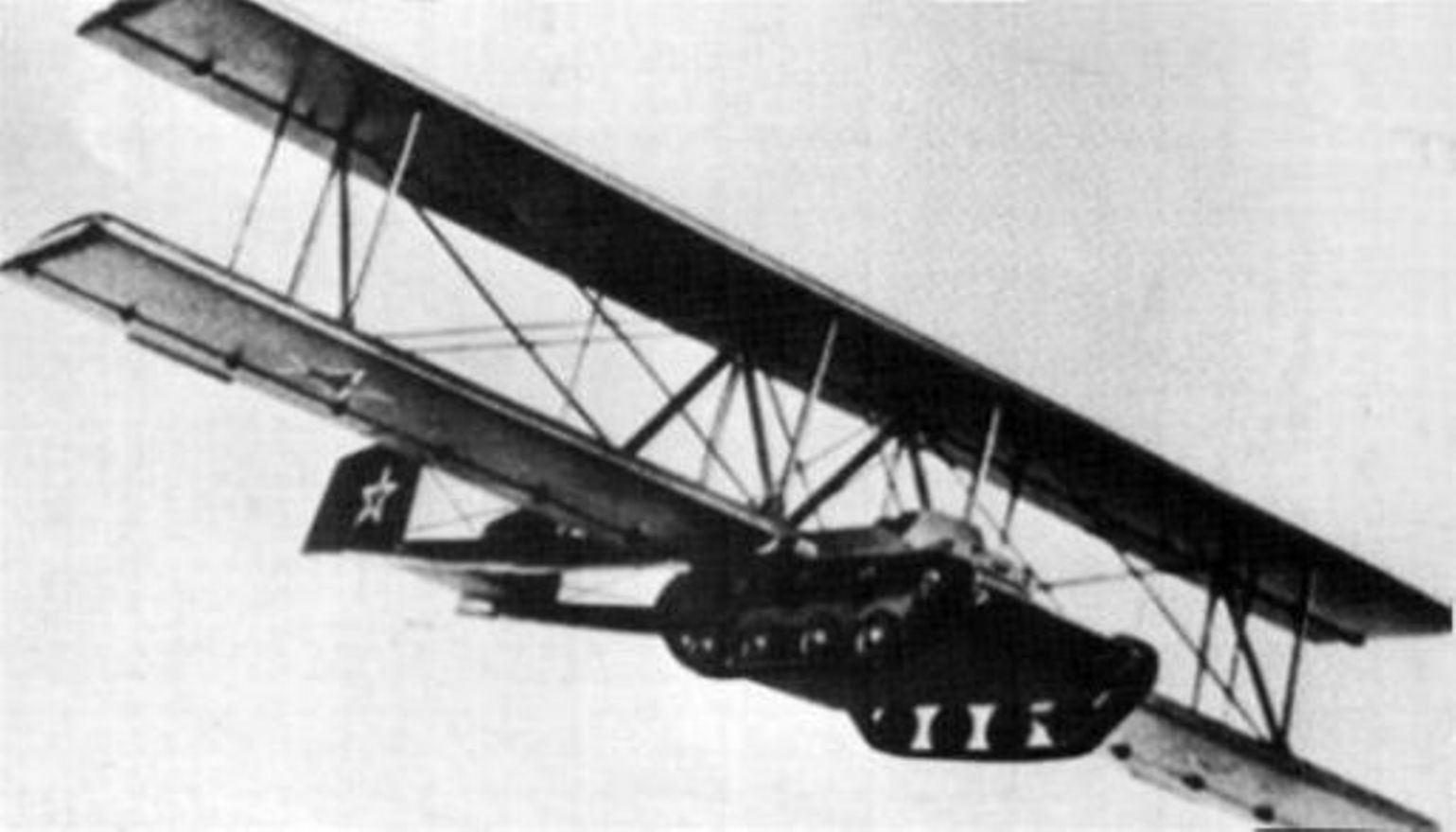
A-40. Единственная известная фотография.

A-40. Проекции планера.

Одним из самых необычных проектов использования Т-60 было предложение известного авиационного конструктора Олега Константиновича Антонова сделать под него буксируемый планёр одноразового применения для переброски танка по воздуху в составе воздушных десантов или для качественного усиления партизанских отрядов. В качестве самолёта-буксировщика предполагалось использовать либо устаревший четырёхмоторный тяжёлый бомбардировщик ТБ-3, либо современный двухмоторный дальний бомбардировщик Ил-4. После отцепки танк совершал посадку на небольшую площадку и после сброса крыльев и хвостового оперения мог непосредственно вступить в бой.
Летом 1942 года такой планёр был построен на одном из заводов в Тюмени. Он получил название АТ-1, А-40 или КТ («Крылья танка»). Планёр представлял собой бипланную крыльевую коробку с двухбалочным хвостовым оперением. Эта конструкция навешивалась на бронекорпус танка Т-60. Длина планёра составляла 12 м, размах крыльев — 18 м, площадь крыльевой коробки — 86 м², полётная масса — 2 т. Полётная масса танка предполагалась в 5,8 т и полезная нагрузка на крыло — 90 кгс/м².
В августе—сентябре 1942 года планёр КТ был испытан в Лётно-исследовательском институте (ЛИИ) в г. Жуковский. Для облегчения планёра с Т-60 сняли башню, надгусеничные полки, фары и слили большую часть топлива. Экипаж такого облегчённого КТ состоял из одного человека, которым был известный лётчик-испытатель и планерист С. Н. Анохин. Буксировщиком для КТ послужил бомбардировщик ТБ-3 с форсированной модификацией двигателей АМ-34РН до 970 л. с. (713 кВт). Аэропоезд успешно взлетел, скорость полёта достигла 130 км/ч, а высота — 40 м; но затем у ТБ-3 стала резко возрастать температура воды в системе охлаждения двигателей. Аэропоезд стал снижаться, и из-за опасности перегрева моторов буксировщика его командир П. А. Еремеев принял решение отцепить планёр. Благодаря своему умению и мастерству С. Н. Анохину удалось посадить планёр невдалеке от подмосковного аэродрома Быково, завести мотор танка и, не сбрасывая крыльев, двинуться в направлении командного пункта аэродрома. Непредупреждённый об испытаниях необычного летательного аппарата, руководитель полётов аэродрома привёл в боевую готовность зенитную батарею и задержал Анохина. После прибытия представителей ЛИИ инцидент был исчерпан, а танк своим ходом вернулся на базу.
Испытания наглядно показали, что разработчик планёра не учёл дополнительное аэродинамическое сопротивление от гусениц танка и тросов, скрепляющих бипланную коробку. Как результат, было получено заниженное значение требуемой мощности двигателей самолёта-буксировщика. В реальности КТ мог буксировать только современный четырёхмоторный стратегический бомбардировщик Пе-8, которых было выпущено около 80 штук. Эти машины использовались для глубинных рейдов против Германии и её союзников, рассчитывать на их выделение в качестве буксировщиков КТ было нереально. В результате проект «Крылья танка» был закрыт.

## Организационно-штатная структура
Ввиду катастрофических потерь материальной части в первой половине 1941 года, её быстрого восполнения в 1942 году и неоднократной смены взглядов на организационно-штатную структуру танковых частей единого её варианта для того периода просто не существует. Более того, ввиду замен в производстве одной модели лёгкого танка на другую, в организационно-штатной структуре (особенно в 1941 году) не указывается тип положенных по штату машин, а вместо этого используется только общее число лёгких танков, которые могли быть самых разнообразных типов — БТ-7, Т-26, Т-40 всех модификаций и Т-60.
Тем не менее, Т-60 использовались на всех уровнях организации танковых частей РККА — от отдельных танковых батальонов до танковых армий. В начальной фазе войны штаты неоднократно менялись: например, в отдельных танковых бригадах формирования конца августа — начала сентября 1941 года насчитывалось 64 лёгких танка (Т-40 или Т-60) из 93 положенных. В танковых бригадах формирования конца сентября общее число танков уменьшилось до 67, а ещё позже — до 46 машин (20 Т-40 или Т-60). Вскоре из-за нехватки материальной части пришлось сделать упор на формировании отдельных танковых батальонов численностью в 29 машин (9 средних и 20 лёгких). Однако к началу 1942 года, когда в некоторой степени была преодолена царившая с начала войны неразбериха во всех отношениях, появились чётко определённые штаты танковых частей. Вместо формировавшихся в большинстве случаев по принципу ad hoc отдельных танковых батальонов появилась возможность формировать пригодные для крупных наступательных действий танковые корпуса. Так, в марте 1942 года был утверждён штат танкового корпуса, по которому корпус должен был иметь 100 танков: 20 КВ-1, 40 Т-34 и 40 Т-60. Увеличившийся выпуск машин позволил в середине апреля 1942 года увеличить ровно в полтора раза численность корпуса — до 30 КВ-1, 60 Т-34 и 60 Т-60. Однако уже с середины 1942 года вновь наступает некоторая неясность — в войска начинают поставляться новые лёгкие танки Т-70, и состав той или иной части начинает быть зависимым от времени и места формирования, наличия пополнений и т. п. факторов. Многие части в конце 1942 — начале 1943 года эксплуатировали совместно как Т-60, так и Т-70. В 1943 году после снятия Т-60 с производства в качестве лёгкого танка официально утверждается только Т-70. Уцелевшие «шестидесятки» начинают эксплуатироваться в самых разных частях и подразделениях стрелковых, механизированных, танковых и самоходно-артиллерийских войск РККА.

## Т-60 за рубежом

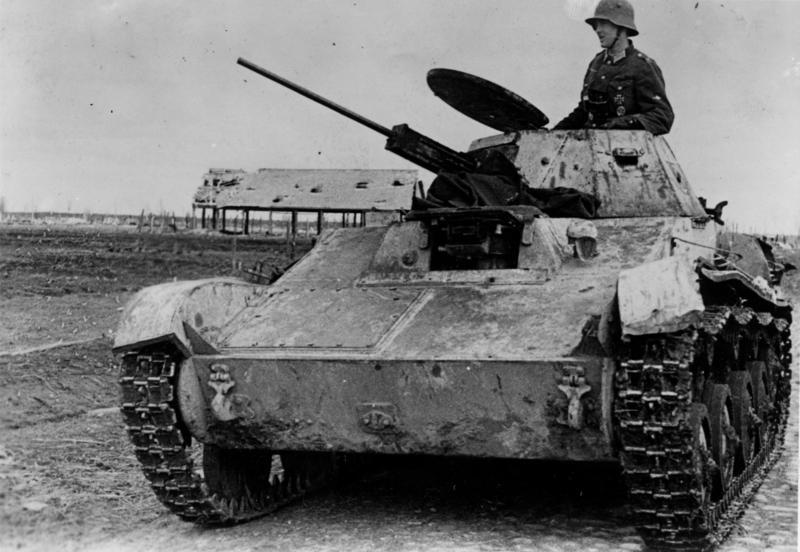
Захваченный Т-60 на службе Вермахта, 1942 год

Лёгкие танки Т-60 состояли на вооружении Войска польского. В 1945 году за ним числилось три танка этого типа. Гораздо большее число «шестидесяток» в качестве военных трофеев служило в вермахте. В отличие от часто ломавшихся Т-34 (и тем более КВ-1) выпуска 1941—1942 гг. с дизельными двигателями, надёжный бензиновый Т-60 с его достаточно широко распространёнными автомобильными узлами и агрегатами (немалое количество грузовиков производства ГАЗ эксплуатировалось на захваченных немцами территориях) вполне удовлетворял вермахт в качестве быстроходного бронированного тягача противотанковых пушек. Иногда у захваченных «шестидесяток», используемых в качестве тягачей, немцы снимали башню. Некоторое количество трофейных Т-60 было передано Румынии, где их шасси использовались для создания САУ TACAM.

## Боевое применение
Впервые в бой Т-60 пошли в сентябре 1941 года в составе 10-й танковой бригады, действовавшей в Полтавской области. В больших количествах они участвовали в сражениях 1941—1943 гг., начиная с битвы за Москву и заканчивая полной деблокацией Ленинграда в январе 1944 года. Особенно была велика роль Т-60 при обороне Москвы — вследствие катастрофических потерь материальной части и эвакуации танковых заводов уровень выпуска средних и тяжёлых танков резко упал, не покрывая даже самой минимальной потребности РККА в этих боевых машинах. Как результат, они замещались более лёгкими «шестидесятками». В ходе парада 7 ноября 1941 года по Красной площади прошло 48 взятых из резерва Т-60. После парада они были сразу направлены на фронт. 13 декабря 1941 года, уже после начала контрнаступления советских войск, первые Т-60, выпущенные в Горьком, приняли участие в боях под Москвой.
В ходе кампании 1942 года Т-60 использовались на всех фронтах, начиная от блокадного Ленинграда и заканчивая потерянным Крымом. В блокадный Ленинград «шестидесятки» доставлялись речным путём, замаскированными на баржах с углём, которые не вызывали у господствовавшей в воздухе немецкой авиации особого интереса. Таким образом незаметно для противника было осуществлено перемещение 61-й танковой бригады. Т-60 активно применялись во время всех фаз Сталинградского сражения и его трагического для РККА пролога — Харьковской операции. Потери были высоки, так как к тому моменту немецкие противотанковые орудия, танки и САУ намного превосходили по классу Т-60. Вполне естественно, что советские танкисты из-за лёгкой брони и вооружения не слишком жаловали Т-60, называя его «БМ-2» — «братская могила на двоих» (впрочем, «братскими могилами» называли все лёгкие танки). В немецкие войсках Т-60 «за якобы низкие боевые качества» прозвали «неистребимой саранчой». С другой стороны, к Т-60 практически не было эксплуатационных претензий, что было более чем частым явлением применительно к Т-34 и КВ-1. Были и танкисты, которым Т-60 нравился — например, «шестидесятки» 91-й танковой бригады носили такие названия, как «Грозный», «Орёл», «Смелый». Уже к концу 1942 года Т-60 стали постепенно убирать с передовой по мере насыщения войск Т-34, выпуск которых многократно возрос, и новой более боеспособной моделью лёгкого танка Т-70. Показательна история одной из девятнадцати женщин-танкистов РККА, сержанта Екатерины Алексеевны Петлюк, которая в ходе Сталинградской битвы в составе 56-й танковой бригады управляла связным танком Т-60 «Малютка», затем танком Т-60 «Малютка», построенным в 1943 году на деньги, собранные детьми из Омской области, а в августе 1943 года пересела на Т-70.
Историк Алексей Исаев указывает в своей книге, что в поединках с Pz.III и Pz.IV образца сентября 1942 года боевая ценность Т-60 была ничтожной. Под Сталинградом и без того слабое вооружение Т-60 отказывало в запылённом степном воздухе. Так, в отчёте о боевых действиях 45-й танковой бригады 4-го танкового корпуса отмечалось: «20-мм пушка ШВАК на танках Т-60 в большинстве случаев в бою не используется, так как после нескольких выстрелов выходит из строя». Иными словами, подчёркивает Исаев, Т-60 фактически становился пулемётной «самкой», причём оснащённой всего одним пулемётом с дисковым питанием.
На 1 января 1943 года в РККА числилось 1977 Т-60. Они продолжали активно использоваться в течение следующего 1943 года. «Звёздным часом» «шестидесятки» стал прорыв блокады Ленинграда, начавшийся 12 января 1943 года. Тогда в бой пошла упоминавшаяся выше 61-я танковая бригада вместе с 86-м и 118-м отдельными танковыми батальонами. Эти части действовали в первом эшелоне 67-й армии, и за первый день, форсировав Неву, они захватили плацдарм глубиной 2—3 км. При этом использовались только лёгкие танки, поскольку именно они обладали самым необходимым преимуществом в тот момент — низким удельным давлением на опорную поверхность. Это позволило советским машинам пройти Неву по льду без подготовки. Средние и тяжёлые танки сумели вступить в бой только на следующий день, когда инженерно-сапёрные части подготовили усиливающий настил для их перехода через Неву. Танки 61-й бригады первыми соединились с частями Волховского фронта, и за этот успех она получила звание гвардейской. О недостатках и достоинствах Т-60, а также мужестве его экипажа в составе командира лейтенанта Д. И. Осатюка и механика-водителя старшины И. М. Макаренкова в ходе этих боёв свидетельствует следующий фрагмент из книги «Танкисты в сражении за Ленинград»:

Вырвавшись вперёд, на рассвете 18 января у Рабочего посёлка № 5, они заметили три танка. Волховцы хотели выскочить из машины, бежать навстречу, но увидели, что это гитлеровские танки идут в контратаку. Что делать? Начинать поединок с врагом на своей малютке, имеющей 20-мм пушку, — бессмысленно. Решение созрело мгновенно. Командир танка подал команду механику-водителю: «Отходи к той роще, на опушке которой заняли огневые позиции наши орудия!»
Танк, маневрируя, делая неожиданные и резкие повороты, ускользал от огня гитлеровских танков, а Осатюк вёл по ним огонь, пытался ослепить, оглушить врага. Дуэль продолжалась несколько минут. Были моменты, когда казалось, что вот-вот бронированные чудовища настигнут, навалятся и раздавят. Когда до рощи оставалось около 200 метров, машина Осатюка резко повернула налево. Головной гитлеровский танк также развернулся, но попал под огонь наших орудий и запылал. Затем был подбит и второй танк, а третий покинул поле боя.
«Теперь, Ванюша, вперёд!» — приказал командир водителю. Догнав свою роту, они увидели интересную картину — танкисты загнали пехоту противника в огромный котлован. Гитлеровцы упорно сопротивлялись, забрасывали наши танки гранатами. Было ясно, что медлить нельзя, фашисты успеют окопаться. Осатюк приказывает Макаренкову накатать след к обрыву, проложить колею. Затем танк, набирая скорость, устремился к котловану, пролетел в воздухе и врезался в фашистов.
«Молодец! — крикнул лейтенант — Теперь действуй!». Машина на большой скорости понеслась по дну котлована, уничтожая гитлеровцев огнём и гусеницами. Сделав несколько кругов, танк сбавил ход, вышел на середину котлована и остановился. Всё было кончено. Подошли свои.

За этот бой экипаж в полном составе был удостоен званий Героя Советского Союза. Приблизительно так же об успехах Т-60 против вражеской пехоты говорит М. Е. Катуков в своих мемуарах. Лёгкий танк № 164 Т-60 лейтенанта Д. И. Осатюка, пережил войну и с марта 1947 года экспонировался в Музее обороны Ленинграда, однако после ликвидации музея этот танк бесследно исчез. Вообще же Волховский и в особенности Ленинградский фронты сохраняли большое количество старых машин в своих рядах вплоть до 1944 года включительно. В операции по окончательному снятию блокады Ленинграда участвовали БТ-7, единичные Т-38 и Т-28, КВ-1 первых выпусков и большое количество Т-60, которые на других фронтах уже не были танками первой линии и выполняли другие функции. Например, почти четверть (21 из 88) танков 1-й танковой бригады Ленинградского фронта были именно «шестидесятками».
Участвовали Т-60 и в Курской битве. Так, в составе 1 танковой армии имелось 18 танков этого типа, в составе 86 танковой бригады (Воронежский фронт, 38 армия) — 15 танков.
Начиная с конца 1942 года, в войска стало поступать всё больше и больше новых танков Т-34 и Т-70. Как следствие, более слабые Т-60 стали переводить на самую разнообразную работу: сопровождение и охранение войск на марше, разведка боем, уничтожение бандитов и диверсантов в тылу, организации связи. Так, в 41-й гвардейской танковой бригаде 7-го механизированного корпуса для связи использовалось подразделение танков Т-60 под командованием Героя Советского Союза Ирины Николаевны Левченко, которая прошла боевой путь от командира Т-60 до командира подразделения этих танков. Они использовались в качестве командирских машин частей самоходной артиллерии, оснащённых самоходками СУ-76, и как учебные танки в тылу. Также «шестидесятки» применялись как артиллерийские тягачи для противотанковых пушек ЗИС-2 и дивизионных ЗИС-3. В этом качестве уцелевшие Т-60 прослужили до конца Великой Отечественной войны и приняли участие в разгроме Квантунской армии имперской Японии в августе 1945 года.
На 1 января 1944 года в РККА числилось 1638 Т-60, через год их оставалось ещё 1368, из них только 196 на фронтах, а ещё через год — 606, из которых 218 требовали ремонта.
Как указывал маршал Рыбалко в докладной записке министру обороны Булганину в мае 1946, остававшиеся на тот момент танки Т-60 (262 штуки) было нецелесообразно использовать в учебных целях, так как они потребляли высокосортный бензин. Вскоре после окончания Второй мировой войны Т-60 были сняты с вооружения РККА и постепенно отправлялись в металлолом (при утилизации двигатели с танков снимались и шли на запчасти к сохранившимся на вооружении СУ-76М). На 28 мая 1946 года на балансе ГБТУ все ещё состояло 262 танка Т-60, которые предлагались к списанию. Все ныне существующие музейные Т-60 (за исключением прототипа в Кубинке) были найдены подбитыми на поле боя.

## Оценка проекта

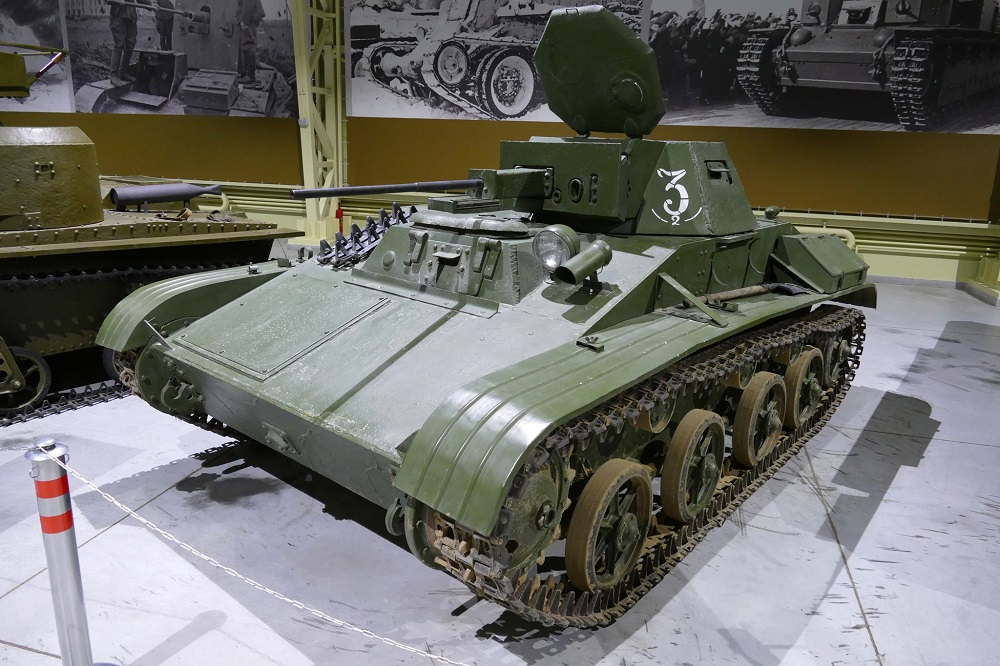
Отреставрированный Т-60 в Музее отечественной военной истории в Падиково

Лёгкий танк Т-60 по совокупности своих тактико-тактических характеристик можно было бы рассматривать как вынужденный шаг назад в советском танкостроении, как в общем плане, так и в классе лёгких танков. Тенденцией предвоенного периода в советском танкостроении было общее увеличение огневой мощи и защищённости всех классов танков, однако Т-60 по сравнению с предвоенным лёгким танком непосредственной поддержки пехоты Т-50 явно проигрывал в этих компонентах. С другой стороны, лёгкий танк-разведчик по типу Т-40 должен быть плавающим в системе вооружений РККА, но Т-60 потерял эту возможность. Таким образом, Т-60 оказался посередине между Т-40 и Т-50 как по массогабаритной классификации, так и по предполагаемому применению, не имея преимуществ ни того, ни другого. Однако «шестидесятка» была большим шагом вперёд в другом отношении.
Значительная часть потерь танковых войск РККА летом 1941 года носила небоевой характер. Положение усугублялось эвакуацией на восток основных танковых заводов страны — Харьковского № 183 и Ленинградского им С. М. Кирова, что привело к резкой нехватке танков уже осенью 1941 года.
Поэтому проведённая в предвоенные годы большая работа коллективом завода № 37 под руководством Н. А. Астрова по совершенствованию малых и лёгких танков способствовала созданию в максимально короткий срок надёжной, дешёвой, технологичной и в целом боеспособной машины, которой и стал Т-60. «Шестидесятки» могли выпускаться на заводах, которые не могли производить более сложные Т-34. Максимальное использование уже отлаженных в производстве автомобильных узлов и агрегатов повышало надёжность и ремонтопригодность танков в условиях крайней нехватки опытных механиков-водителей и квалифицированных специалистов по ремонту танковых двигателей в полевых условиях. Как результат, потери танков Т-60 в большей степени были уже боевыми. Именно это и послужило причиной высокой оценки танка И. В. Сталиным. Около 6000 выпущенных Т-60 позволили Красной армии продержаться до того момента, когда эвакуированные заводы наладили массовый выпуск более мощных боевых машин.
По сравнению с зарубежными образцами, лёгкий танк Т-60 был вполне на уровне практически равноценного ему по вооружению и бронированию немецкого «одногодка» PzKpfw II Ausf F. Хотя последний имел более мощный двигатель и одним членом экипажа больше, что давало PzKpfw II Ausf F ряд преимуществ, он же был в полтора раза тяжелее Т-60 и не имел рационального угла наклона лобовых листов. Примечательно, что немецкие проекты оснастить весьма близкий по массе к Т-60 лёгкий танк PzKpfw I Ausf B 20-мм пушкой оказались неудачными, и советская машина в рамках категории по массе в 5—7 тонн выглядит весьма достойно среди немецких, итальянских и японских соперников. Бронирование Т-60 вполне адекватно для защиты от крупнокалиберных пулемётов, а лобовая броня благодаря рациональному углу наклона с определённой вероятностью способна выдержать и попадания 20-мм снарядов (и даже низкоскоростных 37-мм от японских танковых пушек). 20-мм пушка ТНШ, в свою очередь, была способна справиться с любой лёгкой бронетехникой противника. Кроме того, Т-60 гораздо меньше страдал от проблем с эргономикой, характерных для советских танков того периода. Подводя итог, можно сказать, что в своём классе Т-60 был среди лучших образцов, но на европейском театре боевых действий к 1942 году время таких машин безвозвратно ушло, и только исключительные и трагичные для СССР обстоятельства вызвали его появление к жизни. Вполне естественно, что неравная борьба Т-60 против превосходящих по классу боевых машин противника и, как следствие, тяжёлые их потери сказались соответствующим образом на репутации танка. Однако в более поздней литературе детище Н. А. Астрова получило вполне адекватную оценку.

## Сохранившиеся экземпляры

Т-60 в пгт Глубокий.

По состоянию на 2014 год известно о по крайней мере шести сохранившихся экземпляров танка.
- Россия — Бронетанковый музей в Кубинке. Один из предсерийных прототипов танка Т-60, разработанный на заводе № 37 под обозначением 0-60.[30]
- Финляндия — Танковый музей в Пароле. Находится в неотреставрированном состоянии.
- Россия — Музей техники Вадима Задорожного. Танк был найден (в разрушенном состоянии) на месте последнего боевого массового применения Т-60 — в Синявинских болотах под Санкт-Петербургом. Восстановлен до ходового состояния.
- Россия — Памятник в посёлке Глубокий Каменского района Ростовской области.
- Россия — Музей военной техники «Боевая слава Урала» (г.Верхняя Пышма около Екатеринбурга). Танк на ходу и каждый год участвует в параде на 9 мая.
- Россия — Музейный комплекс «Сталинградская битва». Танк был поднят 1 мая 2011 года со дна высохшей реки в Волгоградской области. В течение 2 лет повреждённую бронемашину восстанавливали на Волгоградском заводе спецмашиностроения. 26 июля 2013 г. танк Т-60 занял почётное место на площади перед музеем-панорамой «Сталинградская битва».
- Россия — памятник в Нововоронеже[31].
- Россия — Музей отечественной военной истории в Московской области. Танк отреставрирован, представлен на выставочной площадке музея, посетителям открыт свободный доступ к экспонату.
- Россия — Парковка перед парк-отелем «Эльдорадо» в Энгельсе Саратовская область. Танк отреставрирован, посетителям открыт свободный доступ к экспонату.
- Россия — Музей "Техника XX века в Приморском крае" во Владивостоке.

## Т-60 в массовой культуре

### Компьютерные игры

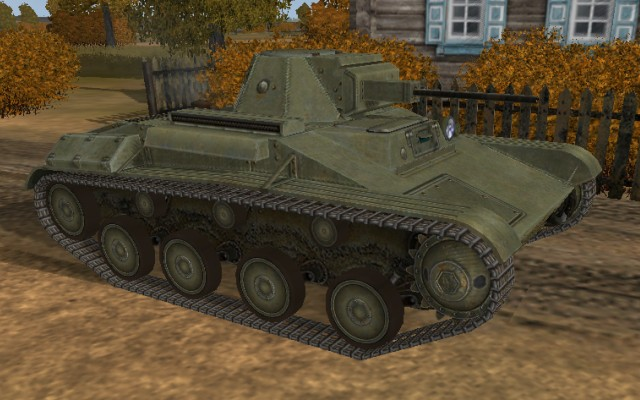
Т-60 в компьютерной военной игре «Вторая мировая»

Т-60 фигурирует в достаточно большом количестве компьютерных игр разнообразных жанров в симуляторах бронетанковой и авиатехники (в качестве цели), стратегиях реального времени. В редакции «Scorched Earth» эпохальной пошаговой стратегии «Panzer General III», где действие разворачивается на Восточном фронте, игрок может комплектовать с весны 1942 года советские части (как разведывательные, так и танковые) танком Т-60. Т-60 популярен в отечественных играх, в частности, его можно увидеть в стратегиях реального времени «Блицкриг», «Сталинград», «Sudden Strike», «В тылу врага 2» «Вторая мировая». Т-60 введён в компьютерных MMO играх World of Tanks и War Thunder.
В жанре тактического шутера с видом от первого лица «поводить» Т-60 можно в игре Red Orchestra: Ostfront 41-45 , выпущенной компанией Tripwire Interactive в 2006 году.
Т-60 можно увидеть в модификации «Освобождение 1941-45» (Liberation mod) для Operation Flashpoint: Resistance;[значимость факта?]
Стоит отметить, что отражение тактико-технических характеристик бронетехники и особенностей её применения в бою во многих компьютерных играх часто далеко от реальности.

### Модели Т-60
Масштабные копии Т-60 выпускаются рядом фирм-производителей модельной продукции. Однако во многих регионах России практически единственным доступным вариантом является только пластмассовая сборная модель-копия Т-60 фирмы «Макет» в масштабе 1:35. До начала 2000-х годов модель Т-60 в том же масштабе выпускала известная фирма-производитель модельной продукции «Звезда». Однако набор отличался крайне низким качеством изготовления, очень плохо раскупался и был снят с производства. Чертежи для самостоятельной постройки модели неоднократно публиковались в журналах «Моделист-конструктор», «М-Хобби», «Бронеколлекция» и др. В 2015 году модель вышла в серии «Сборка без клея 1/100» фирмы «Звезда». В настоящее время украинская фирма «Miniart» выпустила модель танка Т-60 в пяти модификациях. Модели отличаются наличием полного интерьера. В масштабе 1/72 выпускается украинской фирмой «ACE».